# دوبینه
دوبینه (به لهستانی:  Dubiny) یک روستا در لهستان است که در گمینا خاینووکا واقع شده‌است.